# Conets
CoNETS（コネッツ、英語: 'Connecting to the Next Education for Teachers and Students'、略称:CoNETSは、2013年9月、日本の教科書出版社12社とシステム開発企業日立ソリューションズが設立した、小学校・中学校・高等学校のデジタル教科書を推進するためのコンソーシアム。

## 概要
大日本図書、実教出版、開隆堂出版、三省堂、教育芸術社、光村図書、帝国書院、大修館書店、啓林館、山川出版社、数研出版、日本文教出版、日立製作所、第一学習社の14社で構成される。教科書出版社13社は各々、国語、算数(数学)、理科、社会、歴史、地図、音楽などの教科でトップのシェアを持っている。
教科書配信プラットフォームを開発しており、この仕組みは13社以外の教科書出版社も利用できる。
EPUB3をベースとしたデータ形式を採用し、iPad、Windows 7、Windows 8のビュアーも提供する。

## 沿革
- 2013年9月5日　CoNETS設立総会
- 2013年12月20日　立命館小学校と実証実験を開始
- 2014年5月21日　第5回 教育ITソリューションEXPO(EDIX)に出展
- 2014年9月17日　EDUPUB Tokyo 2014で技術発表
- 2016年4月28日　第一学習社の参画を発表